# Odaxothrissa ansorgii
Odaxothrissa ansorgii és una espècie de peix pertanyent a la família dels clupeids. És d'aigua dolça i salabrosa, pelàgic i de clima tropical (16°N-15°S). Es troba a Àfrica: des del Senegal fins a Angola. I és inofensiu per als humans.

## Descripció
- Pot arribar a fer 13 cm de llargària màxima.
- 12-18 radis tous a l'aleta dorsal i 14-21 a l'anal.
- Nombre de vèrtebres: 44-46.
- Presenta una franja platejada al llarg dels costats.[5][6]